# 안나 레반디
안나 아나톨리예브나 레반디(러시아어: А́нна Анато́льевна Леванди, 에스토니아어: Anna Levandi, 1965년 6월 30일 ~ )는 소련의 피겨 스케이팅 선수, 러시아와 에스토니아의 피겨 스케이팅 지도자로 결혼 전 성씨는 콘드라쇼바(러시아어: Кондрашо́ва)이다. 올림픽에 2번 출전했으며, 1984년 세계 선수권 대회에서 은메달을 획득했고, 유럽 선수권 대회에서 동메달을 4번 획득했다. 

## 생애와 경력
러시아 모스크바에서 태어났으며, 1984년 유고슬라비아의 사라예보에서 열린 올림픽에서 5위에 올랐고, 캐나다의 오타와에서 열린 세계 선수권 대회에서 은메달을 획득했다.
유럽 피겨 스케이팅 선수권 대회에서 동메달을 4번 획득했다. 캐나다의 캘거리에서 열린 1988년 동계 올림픽에서 8위를 했으며, 올림픽 이후 현역에서 은퇴했다.

## 개인사
에스토니아의 노르딕 복합 선수 알라르 레반디와 결혼했다.

## 대회 성적
| 대회 유형        | 1981-82 | 1982-83 | 1983-84 | 1984-85 | 1985-86 | 1986-87 | 1987-88 |
| ---------------- | ------- | ------- | ------- | ------- | ------- | ------- | ------- |
| 올림픽           |         |         | 5위     |         |         |         | 8위     |
| 세계 선수권 대회 |         | 5위     | 2위     | 4위     | 7위     | 9위     |         |

## 참조
- Remmel, Ia (2010년). “안나 레반디: The popularity of a sport is built over the years”. 《AbsoluteSkating.com》. 2010년 4월 29일에 원본 문서에서 보존된 문서. 2010년 12월 22일에 확인함.